# Laimaphelenchus ulmi
Laimaphelenchus ulmi är en rundmaskart. Laimaphelenchus ulmi ingår i släktet Laimaphelenchus och familjen Aphelenchidae. Inga underarter finns listade i Catalogue of Life.